# Superliga Brasileira de Voleibol Masculino de 2001–02
A oitava edição da Superliga Brasileira de Voleibol ocorreu na temporada 2001-02, realizada entre 5 de janeiro de 2002 e 16 de maio de 2002, com doze equipes representando cinco estados.

## Participantes
Banespa, São Paulo/SP

 Bunge/Barão, Blumenau/SC

 Bento Gonçalves, Bento Gonçalves/RS

 Telemig Celular/Minas, Belo Horizonte/MG

 Lupo/Náutico, Araraquara/SP

 Palmeiras/Guarulhos, Guarulhos/SP

 Shopping ABC/Santo André, Santo André/SP

 Intelbrás/São José, São José/SC

 Ecus/Suzano, Suzano/SP

 Ulbra, Canoas/RS

 Uneb, Brasília/DF

 Unisul, Florianópolis/SC

## Regulamento
- Fase Classificatória:A primeira fase da Superliga foi realizada com a participação de doze equipes. A competição foi dividida em duas fases. Na primeira, as equipes jogaram entre si, em turno e returno, realizando 22 partidas cada uma.
- Playoffs:As oito melhores colocadas avançaram às quartas-de-final (melhor de três jogos), obedecendo ao seguinte cruzamento: 1.º x 8.º, 2.º x 7.º, 3.º x 6.º e 4.º x 5.º, em playoffs melhor de três jogos.

As quatro equipes vencedoras avançaram às semifinais (melhor de cinco jogos), respeitando o seguinte critério: o vencedor do jogo entre o 1.º e o 8.º enfrentará o do jogo entre o 4.º e o 5.º, e o ganhador da partida entre o 2.º e o 7.º terá pela frente o do confronto entre o 3.º e o 6.º. Os dois times vencedores disputaram o título na final, também em uma série melhor de cinco jogos.

## Playoffs

### Semifinais

#### Primeira partida
| 20 de abril de 2002 16:00 | Esporte Clube Banespa | 3 — 0             | Ulbra    | Ginásio do Esporte Clube Banespa, São Paulo Árbitro(s): MG Francisco Medeiros MG VMarcos Salles |
| 20 de abril de 2002 16:00 | 25 26 25              | Set 1 Set 2 Set 3 | 21 24 15 | Ginásio do Esporte Clube Banespa, São Paulo Árbitro(s): MG Francisco Medeiros MG VMarcos Salles |

| 20 de abril de 2002 20:30 | Unisul     | 2 — 3                         | Telemig Celular/Minas | Ginásio Carlos Alberto Campos, Florianópolis Árbitro(s): SP Dalmir Medeiros SP Valdir Dellaqua |
| 20 de abril de 2002 20:30 | 17 20 25 9 | Set 1 Set 2 Set 3 Set 4 Set 5 | 25 21 23 15           | Ginásio Carlos Alberto Campos, Florianópolis Árbitro(s): SP Dalmir Medeiros SP Valdir Dellaqua |

#### Segunda partida
| 27 de abril de 2002 20:30 | Ulbra       | 1 — 3                   | Esporte Clube Banespa | Ginásio de Esportes da Ulbra, Canoas |
| 27 de abril de 2002 20:30 | 25 23 25 21 | Set 1 Set 2 Set 3 Set 4 | 20 25 27 25           | Ginásio de Esportes da Ulbra, Canoas |

| 28 de abril de 2002 16:00 | Telemig Celular/Minas | 3 — 2                         | Unisul      | Arena Telemig Celular, Belo Horizonte |
| 28 de abril de 2002 16:00 | 27 23 25 21 15        | Set 1 Set 2 Set 3 Set 4 Set 5 | 25 22 25 13 | Arena Telemig Celular, Belo Horizonte |

### Final

#### Primeira partida
| 4 de maio de 2002 19:00 | Esporte Clube Banespa | 2 — 3                         | Telemig Celular/Minas | Ginásio Poliesportivo de São Bernardo do Campo, São Bernardo do Campo Público: 5 034 |
| 4 de maio de 2002 19:00 | 25 22 10              | Set 1 Set 2 Set 3 Set 4 Set 5 | 22 25 15              | Ginásio Poliesportivo de São Bernardo do Campo, São Bernardo do Campo Público: 5 034 |

#### Segunda partida
| 11 de maio de 2002 16:00 | Telemig Celular/Minas | 1 — 3                   | Esporte Clube Banespa | Ginásio Mineirinho , Belo Horizonte Público: 24 082 |
| 11 de maio de 2002 16:00 | 31 18 23              | Set 1 Set 2 Set 3 Set 4 | 29 25                 | Ginásio Mineirinho , Belo Horizonte Público: 24 082 |

#### Terceira partida
| 16 de maio de 2002 20:00 | Telemig Celular/Minas | 3 — 2                         | Esporte Clube Banespa | Ginásio Mineirinho , Belo Horizonte Árbitro(s): DF George Hideyuki Kuroki SC Carlos Ioshiura |
| 16 de maio de 2002 20:00 | 25 22 21 15           | Set 1 Set 2 Set 3 Set 4 Set 5 | 23 19 25 8            | Ginásio Mineirinho , Belo Horizonte Árbitro(s): DF George Hideyuki Kuroki SC Carlos Ioshiura |